# اربدیان
 قدیمی ترین روستای الموت غربی اربدیان،است.اربدیان از توابع بخش رودبار الموت غربی شهرستان قزوین در استان قزوین ایران است. مردم اربدیان به زبان تاتی سخن می‌گویند.

## جمعیت
این روستا در دهستان دستجرد قرار دارد و براساس سرشماری مرکز آمار ایران در سال ۱۳۹۰، جمعیت آن ۶۶ نفر (۲۱خانوار) بوده‌است.